# Caravate
Caravate (lombardul: Caravaa) település Olaszországban, Varese megyében. Lakosainak száma 2535 fő (2023. január 1.). Caravate Besozzo, Cittiglio, Gemonio, Laveno-Mombello, Leggiuno és Sangiano községekkel határos.

## Népesség
A település népességének változása:
| Lakosok száma | 2550 | 2613 | 2535 |
|               | 2017 | 2018 | 2023 |